# غددرد`س غرين (باركشير)
غددرد`س غرين (بالإنجليزية: Goddard's Green, Berkshire)‏ هي قرية تقع في المملكة المتحدة في جنوب شرق إنجلترا.